# Cypripedium taibaiense
Cypripedium taibaiense é uma espécie de orquídea terrestre, família Orchidaceae, que habita Shaanxi, na China.